# Ninox philippensis
La lechuza gavilana filipina, nínox filipino o nínox de Luzón (Ninox philippensis) es una especie de ave estrigiforme de la familia Strigidae endémica de Filipinas.

## Descripción
El nínox filipino es un búho que no posee plumas que simulen orejas. Mide alrededor de 20 cm de largo, con lo que es de las especies más pequeñas del complejo de ninox de Filipinas. Los machos y las hembras tienen un aspecto similar. El plumaje de sus partes superiores es pardo con motas ovaladas blancas, mientras que las inferiores están veteadas en blanco y pardo. Su cola es parda oscura con finas listas blancas, con la parte inferior blanca. Presenta listas superciliares blanquecinas que se unen en la parte superior del pico y su barbilla también es blanquecina. El iris de sus ojos es amarillo

## Distribución y hábitat
Se encuentra en todo el archipiélago filipino menos en la isla de Palawan y algunas islas menores circundantes. El nínox filipino se encuentra en los bosques húmedos hasta los 1800 metros de altitud, aunque prefiere los bosques por encima de los 1000 m s. n. m.

## Taxonomía
Se reconocen tres subespecies:
- Ninox philippensis centralis (Bohol, Boracay, Carabao, Guimarás, Negros, Panay, Semirara y Siquijor);
- Ninox philippensis philippensis (Biliran, Buad, Catanduanes, Leyte, Luzón, Marinduque, Polillo y Samar);
- Ninox philippensis ticaoensis (Ticao).

## Comportamiento
Esta especie se aparea alrededor de febrero. Anida en los huecos de los árboles.